# Orcau (antic municipi)
|  | Aquest article és sobre l'antic municipi d'aquest nom. Per al poble, vegeu Orcau. |

| \| ← \| 1812 — 1970 \| → \|                         |                             |   |
| Escut d'armes                                       |                             |   |
| Orcau dins d'Isona i Conca Dellà                    |                             |   |
| Període històric                                    | Edat Contemporània          |   |
| • Creació del municipi (Constitució de Cadis)       | 1812                        |   |
| • Annexió de Montesquiu, Galliner i Puig de l'Anell | Segona meitat del segle xix |   |
| • Annexió de Basturs                                | Segona meitat del segle xix |   |
| • Annexió a Isona i Conca Dellà                     | 1970                        |   |
| Altitud                                             | 753 m                       |   |
| Superfície                                          |                             |   |
| • 1970                                              | 41,09 km2                   |   |
| Població                                            |                             |   |
| • 2006                                              | 57                          |   |
| ←                                                   | 1812 — 1970                 | → |

L'antic municipi d'Orcau és un dels cinc termes ajuntats el 1970 al d'Isona per tal de formar el nou terme municipal d'Isona i Conca Dellà (els altres foren Benavent de Tremp, Conques, Figuerola d'Orcau i Sant Romà d'Abella). Tenia la seva capitalitat en el poble d'Orcau, i l'origen en la baronia d'Orcau.
En aplicació de la Constitució de Cadis, el 1812 es crearen els ajuntaments d'Orcau, de Basturs i de Montesquiu, Galliner i Puig de l'Anell (amb el nom oficial de Montesquiú, Galliner i Puigdelanell), tot i que els dos darrers desaparegueren durant la segona meitat del segle xix, quedant integrats en el d'Orcau.
L'antic terme d'Orcau limitava al nord amb Aramunt, ara del terme de Conca de Dalt; al nord-est, amb el d'Abella de la Conca; a llevant, amb el de Sant Romà d'Abella; al sud-est, amb el de Conques; al sud, amb el de Figuerola d'Orcau (els tres darrers integrats, amb Orcau, en el d'Isona i Conca Dellà), i a ponent, amb el de Suterranya, actualment integrat en el de Tremp. Encara, al nord-oest, limitava amb l'antic terme de Vilamitjana, integrat també en el de Tremp, amb el de Talarn i amb el de Salàs de Pallars.
Una part del terme, la descrita en darrer lloc, queda fora de la Conca Dellà, i pertany realment a la Conca Deçà o de Tremp, ja que és la riba esquerra de la Noguera Pallaresa, al Pantà de Sant Antoni.

## Etimologia
Orcau és un dels molts topònims preromans que es troben al llarg de tot el Pirineu i Prepirineu. Tot i que hi ha arguments a favor d'emparentar-lo amb una arrel cèltica (la mateixa que dona a Escòcia les illes Orcades) i al País Valencià el topònim Olocau, Coromines es decanta per l'origen iberobasc, a partir de la combinació de dues arrels que donarien un significat pròxim a "el vessant dels cabirols".
En efecte, d'una banda hi hauria l'arrel ork- o urk- (cabirol), i de l'altra, -alde (vessant). Amb la conversió de la l en u, la pèrdua de la -e final i la posterior caiguda de la -d (o -t) final (fenòmens d'evolució fonètica habituals en català), s'arribaria a la forma actual, Orcau, amb el pas previ per les formes Orcaud i Orcaut, també documentades.

## Geografia

### Descripció geogràfica

#### Perímetre de l'antic terme
L'antic terme municipal d'Orcau presenta dues unitats ben diferenciades, com ja s'ha anunciat anteriorment. Gairebé al mig de les dues es troba la carena que hostatja el castell d'Orcau. És una carena que actualment no fa de terme municipal, però sí que marca clarament els dos sectors d'aquest antic terme. Es tracta de la carena que des de la Torreta de Suterranya, de 958 m. alt., va cap a llevant, a buscar el Coll d'Orcau (871 m. alt.), segueix la carena de la Costa de Riu (929), baixa cap a la Caseta del Comandant per seguir la carena de la Costa Llarga (al voltant dels 965-970 metres tots els seus esperons) i el Pas de Llebre (946), i arribar als 1.025 m. alt., en el turó que queda just al sud-est de Sant Corneli, i que hi enllaça, separant els dos vessants (el de la Noguera Pallaresa a través del barranc de la Podega, i el del riu d'Abella, a través del barranc de la Costa Gran).
Al nord, hi ha els encara més antics termes de Galliner, Montesquiu i Puig de l'Anell (que en la pronúncia local sona Pui de l'Anell), de ponent a llevant. Al sud, Orcau i Basturs, que també havia arribat a tenir terme propi, en èpoques més llunyanes.
El límit nord del terme, es diu, per tal de simplificar, que és el Pantà de Sant Antoni. Com a referència, és correcte, però en realitat el termenal és més complex.

##### Límit amb l'antic terme de Suterranya
Per tal de resseguit el perímetre d'aquest antic terme, cal situar-se en el vessant nord-est de la Torreta de Suterranya, a prop i al nord-oest del Coll d'Orcau, en un lloc anomenat la Torreta. D'aquest lloc, a la confluència de dos barrancs, a 780 m. alt., com a punt de partença, el termenal amb Suterranya, antigament, ara amb Tremp puja en direcció al vessant nord-oest de la Torreta de Suterranya, sense arribar al capdamunt, en direcció sud-oest i en una perfecta línia recta, baixa i puja travessant una petita vall, fins a la Serra de Coll, a 780 m.alt, també. En aquest lloc començava el límit amb el terme de Vilamitjana, actualment també de Tremp.

##### Límit amb l'antic terme de Vilamitjana
D'aquí gira cap al nord-oest gairebé en angle recte, i segueix pel vessant sud-oest la Serra de Coll en direcció al Roc de Neret, però en arribar a la capçalera del barranc de l'Abeller, sense pujar dalt la carena, torna a trencar cap al sud-oest, i va resseguint el vessant del Roc de Neret a una alçada de 800 metres, aproximadament (passa ran de la Roca Foradada, a 778 m. alt). Dibuixa les capçaleres de diversos torrents, fins que emprèn la carena de més a ponent del Roc de Neret i baixa a trobar el barranc més proper a la Serra dels Nerets, que queda al sud i fora del terme que estem descrivint. Segueix aquest torrent fins a arribar al barranc de la Coma, on s'acabava el límit amb Tremp i començava el del terme de Talarn.

##### Límit amb Talarn
Des del barranc de la Coma puja de sobte cap al nord-oest per atènyer el cim d'un turó de 629 m. alt. Aquest turó pertany a la carena que fa de límit de llevant de Susterris i de la Presa de Sant Antoni, damunt seu, al lloc dels Nerets. El terme segueix la carena cap al nord, fins al cim de l'altre extrem, de 632 m. alt. Des d'aquest lloc el termenal comença un arc cap al nord-est, inflexionat cap a llevant, que va resseguint per dalt la vora del Pantà de Sant Antoni, de manera que el pla de dalt pertany a Isona i Conca Dellà (dels 560 m. alt. en amunt, més o menys), i el vessant acinglerat que mira al pantà, a Talarn. Segueix aquesta tònica fins a arribar al vessant més septentrional del Puig de Galliner, al nord del lloc conegut com los Associats. En aquest lloc, encara en el vessant que mira al pantà, el terme trenca cap al nord-oest, travessant de dret el pantà per anar cap a un turó del davant, on hi ha tot d'instal·lacions hidroelèctriques i de comunicacions. Al bell mig del pantà (de fet, al fons, a l'antiga llera de la Noguera Pallaresa) es troben els dos termes esmentats amb el de Salàs de Pallars.

##### Límit amb Salàs de Pallars
Aquí el terme amb Salàs de Pallars passa pel fons de la vall del riu, fins a arribar al lloc on el riu de Carreu aiguavessava en la Noguera Pallaresa, davant del poble de Puig de l'Anell i de l'actual cementiri d'Aramunt.

##### Límit amb l'antic terme d'Aramunt
S'acaba el límit amb Salàs de Pallars, i comença el que separa l'antic terme d'Aramunt, actualment de Conca de Dalt del d'Orcau. En aquest lloc la línia de terme va a agafar una carena que de dret puja fins a la Muntanya de Sant Corneli, seguint el Serrat de la Font de la O, en direcció sud-est, fins a atènyer la cota 1120, on trenca cap al nord-est per tal d'anar a buscar la carena principal d'aquesta muntanya. Així, arriba als 1.354 m. alt. a Sant Corneli. La línia de terme continua de ponent a llevant, inflexionant cap al sud quan s'acosta a aquest darrer cim. Va seguint l'arc d'aquesta carena cap a llevant fins a l'extrem de llevant de la Muntanya de Sant Corneli, anomenat la Costa Gran. Aquí acaba el sector nord de l'antic terme d'Orcau, i hi ha el triterme antic entre Orcau, Aramunt i Hortoneda de la Conca.

##### Límit amb l'antic terme d'Hortoneda de la Conca
De la Costa Gran arrenca el sector sud, pròpiament de la Conca Dellà, del terme vell d'Orcau. El termenal va a buscar una altra carena paral·lela, més al nord-est, a les Collades de Baix. Per aquesta darrera carena baixa en direcció sud-est cap a la Llau de les Collades, per la Clotada del Portell, i torna a pujar per una carena cap a l'est, en direcció al Pas la Vena. Des d'aquí forma un estret apèndix cap al nord-est, com una banya, que s'atansa al Portell de Gassó i Cal Trumfo per la Bernada, sota i a llevant de Montagut. A la punta d'aquest apèndix es troba l'inici del tram limítrof amb Abella de la Conca.

##### Límit amb Abella de la Conca
Del Portell de Gassó el termenal va cap al sud, lleugerament decantat a ponent, per la carena on hi ha la Collada de Feixanet (1.107 m. alt), el Pas de la Llebre (1.065) i la Collada Pelosa (882). Es decanta més cap al sud-oest, fins a arribar a la serreta que enllaça el Tossal de la Doba amb la Serra que hi ha a llevant de Basturs. En aquest lloc s'acaba el límit amb Abella de la Conca, i a partir d'aquí la línia termenal actualment ha deixat de tenir validesa, en quedar els dos termes que separava absorbits en el d'Isona i Conca Dellà.

##### Límit amb l'antic terme de Sant Romà d'Abella
Des d'aquest lloc, el termenal antic d'Orcau amb Sant Romà d'Abella emprenia per Salaric, encara cap al sud-oest, vers una carena a ponent del barranc de la Viella, fins a travessar el riu d'Abella. Sempre cap al sud-oest, de forma arbitrària pel mig de la plana de ponent de Sant Romà d'Abella, la línia de l'antic terme anava en direcció al Mont de Conques, fins a arribar als Prats, a prop i al nord-est de la Mare de Déu de les Esplugues.

##### Límit amb l'antic terme de Conques
D'aquí, feia una ziga-zaga cap al sud-oest pels Prats de Basturs i les Comes, fins a arribar molt a prop de la vila de Figuerola d'Orcau. Aquesta línia en ziga-zaga era l'antic termenal d'Orcau amb Conques.

##### Límit amb l'antic terme de Figuerola d'Orcau
Llavors el termenal inflexionava cap al nord-oest, ja fent de límit amb l'antic terme de Figuerola d'Orcau, passant pel nord-est de la vila que acabem d'esmentar, fins a arribar a prop del Molí d'Orcau, pel costat sud-oest del qual passava el termenal. Tot aquest tros, la línia de terme passava pel pla, sense accidents orogràfics que el marquessin. Del Molí d'Orcau cap al sud-oest, durant molt de tros, el terme el marcava el riu d'Abella. Prop del Molí de Suterranya el barranc del Pont de Fusta s'aboca en el riu d'Abella. El terme agafa com a referència la llera d'aquest barranc; antigament marcava la línia dels termes d'Orcau i de Suterranya, actualment, d'Isona i Conca Dellà i de Tremp.

##### Límit amb l'antic terme de Suterranya
Sempre per aquest darrer barranc, hom arriba als peus del Puig Falconer. Aleshores el termenal, antigament amb Suterranya i actualment amb Tremp, s'hi enfila, deixant el cim del Puig Falconer, de 799 m. alt., a ponent, i acabant-se d'enfilar a la Torreta de Suterranya, per on hem començat la descripció del terme vell d'Orcau.

#### Les unitats territorials
El sector nord està format per la vall d'un barranc i la capçalera d'un altre. Tres quartes parts d'aquest territori, al costat de llevant, estan ocupades per la vall del barranc de la Podega (en algun mapa anomenat de la Call), que es forma sota i a migdia de la Muntanya de Sant Corneli, i el seu principal afluent, el de Rubiol, que es forma a la Torreta de Suterranya. Tots dos tenen bastants barrancs més petits que els formen, a la capçalera i durant el seu recorregut. Enmig de tots dos hi ha el poble de Montesquiu.
Just a l'extrem nord-est del terme hi ha, encara, la Llau de Lliser, amb la Font de Beu-i-tanca, a llevant del que havia estat el Puig de l'Anell, zona actualment del tot despoblada.
A ponent del barranc de la Podega hi ha tot un seguit de barrancs que desemboquen directament en el Pantà de Sant Antoni, actualment.
A l'extrem nord-oest d'aquest sector, i del terme, hi ha una plana i vall (de fet, una coma, cosa que justifica el topònim) per la qual discorre el barranc de la Coma, que va a aiguavessar en la Noguera Pallaresa, però davant de Tremp, lluny del Pantà de Sant Antoni. Aquesta coma queda separada de la vall del barranc de la Podega per la carena formada pel Puig de Galliner (823 m. alt.), més al nord, on hi ha les restes del poble de Galliner, i el Roc de Neret (906), més al sud. Cal destacar que dalt del Roc de Neret es va trobar un poblat altmedieval o anterior, anomenat Despoblat de Neret.

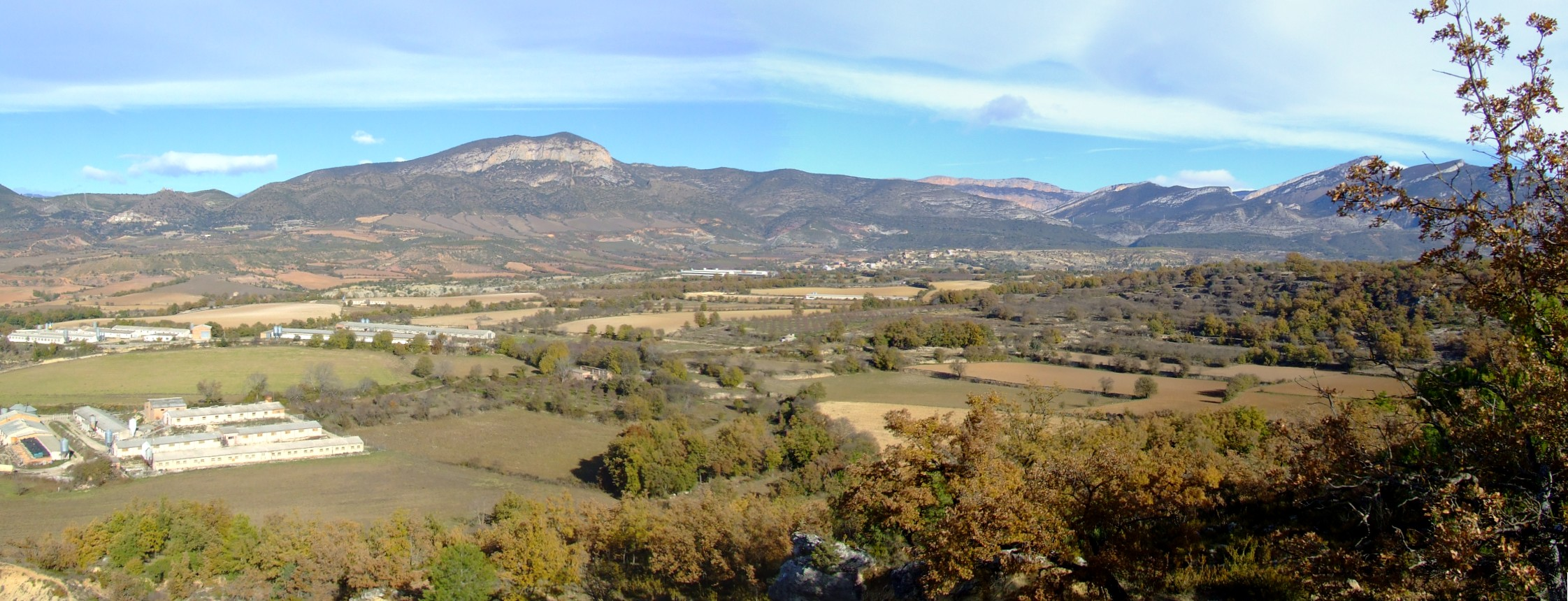
La meitat sud-oriental de l'antic terme d'Orcau

El sector sud és un conjunt de valls d'una sèrie de barrancs que aflueixen per la dreta en el riu d'Abella, més el sector dels Estanys i els Prats de Basturs, a l'esquerra d'aquest riu. Així, anem trobant, de llevant a ponent, les Llaus dels Censons, la Llau de les Eroles, el barranc de Comadiarna, que baixa de l'extrem de llevant del poble de Basturs, el Llau de Ço del Joaquim, que neix sota del centre d'aquest poble, el barranc del Rostiar, format a la capçalera, sempre de llevant a ponent, pel barranc de les Corbes (que té a la capçalera la Llau de Vall d'en Pere, amb la Font d'Ivo, -alhora format al principi pel barranc de la Cultia i el de les Collades i que rep més endavant el barranc del Vinyalàs- i el barranc dels Corrals, amb la Font dels Corrals al capdamunt), el barranc de la Costa Gran (que rep també els barrancs de la Torre, de les Someres, la Llau del Camp, i la de la Montanera) i el barranc de Torrebilles. Tots aquests barrancs formen el rerepaís al nord de Basturs.
Més endavant, el barranquet de la Font del Galàpet, i al cap d'un bon tros, ja al límit del terme, la Llau Gran i el barranc del Pont de Fusta. La Llau Gran, molt sinuosa, formada, de llevant a ponent, pel barranc de la Collada, amb els seus afluents, el barranc de Riassó, que ve llevant del poble d'Orcau, i el torrent del Carant, amb la Font d'Englonià, que baixa de ponent d'aquest poble, el barranc de la Font de Gassol, amb la font d'aquest nom, i la llau dels Juncs, amb la Font de Nina. Finalment, el del Pont de Fusta, termenal, que just a la capçalera rep l'únic afluent que ve d'Orcau: el de Ferreres.
A l'extrem de llevant, i al sud del riu d'Abella hi ha, finalment, el territori dels Estanys de Basturs i dels Prats del mateix nom. Es tracta d'uns plans al voltant dels 630 m. alt., uns 50 per damunt de la llera del riu, on hi hagué els estanys de Basturs, actualment quasi del tot dessecats, i els prats del mateix nom, que acaben de formar la plana.

### Nuclis de població
| Entitat de població | Habitants |
| ------------------- | --------- |
| Basturs             | 38        |
| Orcau               | 19        |
| Font: Idescat       |           |

La vila d'Orcau és la principal entitat de població, des del punt de vista històric, d'aquest antic terme, sobretot pel fet que el Castell d'Orcau, seu de la baronia homònima era l'origen del poble, i el coronava des de dalt del turó que domina el poble i gairebé tot el seu antic territori. Orcau havia tingut el veïnat de les Eres de Sant Joan, a l'altra banda del torrent del Carant, davant mateix del poble. Està despoblat, i les cases, en ruïnes.
Tanmateix, no és ni de bon tros l'única entitat de població. Hem de tenir en compte, a més, Basturs, al vessant de la Conca Dellà, i Galliner, Montesquiu i Puig de l'Anell en el vessant de la Conca Deçà o de Tremp, a la riba esquerra de la Noguera Pallaresa, a més del Despoblat de Neret, situat dalt del Roc de Neret, que delimita pel sud aquesta vall. Cadascun d'aquests nuclis de població té el seu article corresponent.
| Pobles del terme d'Orcau | Pobles del terme d'Orcau | Pobles del terme d'Orcau | Pobles del terme d'Orcau |
| ------------------------ | ------------------------ | ------------------------ | ------------------------ |
| El poble de Basturs      | El poble de Galliner     | El poble de Montesquiu   |                          |
| El poble de Basturs      | El poble de Galliner     | El poble de Montesquiu   |                          |

| El poble d'Orcau | El poble de Puig de l'Anell |
| El poble d'Orcau | El poble de Puig de l'Anell |

#### Altres indrets
A l'angle sud-oest del vell terme d'Orcau, a la dreta del riu d'Abella, hi ha les restes de l'església de Sant Llubí d'Espinavell. Igualment, un document del 1084 esmenta a Orcau una església anomenada Santa Maria dels Prats, de la qual no se sap res sobre el seu possible emplaçament.

## Història
El castell d'Orcau és l'origen del poble, a redós del qual es va formar molt poc temps després que el mateix castell.
El 1359 consten a Orcau 17 focs (unes 85 persones). El 1831, 80 habitants; 154 el 1845; vers 1900, 108 edificis amb 180 habitants al poble, i 11 edificis a les Eres de Sant Joan; 45 persones el 1970, i 18 el 1970. Actualment hi ha 19 persones censades a Orcau.

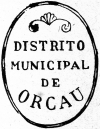
Segell municipal de vers el 1900

A la Guerra Civil, Orcau fou molt castigat. El castell fou seu d'un niu de metralladores franquista que, pel seu poder i situació estratègica, fou diverses vegades atacat pels republicans en intents de desballestar aquella posició, que els era tan desfavorable. Això feu que en els bombardeigs i a causa dels seus estralls, els anys posteriors a la Guerra Civil anessin caient parts del castell, entre els quals l'església de la Pietat, esfondrada el 1962.

### L'antic ajuntament d'Orcau
L'alcaldia d'Orcau fou exercida, al llarg dels anys, per les persones següents:
- Antoni Mestres (1845)
- Josep Torm (1893)
- Francesc Mestre i Masià (1895-1898)
- Francesc Franch (1906)
- Josep Roca (1945 - 1946)

## Llocs d'interès
Com a resum, heus ací un llistat dels llocs d'interès de l'antic terme d'Orcau:

### Històric
- Poble d'Orcau
- Sant Joan Baptista d'Orcau
- Castell i despoblat d'Orcau
- Mare de Déu de la Pietat del Castell d'Orcau
- Poble de Basturs
- Castell de Basturs
- Sant Roc dels Estanys
- Mare de Déu de la Vilavella de Basturs
- Poble de Galliner
- Sant Vicenç de Galliner
- Castell i despoblat de Galliner
- Poble de Montesquiu
- Sant Serni de Montesquiu
- Sant Urbà de Montesquiu
- Poble de Puig de l'Anell
- Sant Sebastià de Puig de l'Anell
- Despoblat de Neret
- Sant Llubí d'Espinavell

### Paisatgístic
- Estanys de Basturs
- Coll d'Orcau
- Muntanya de Sant Corneli i Costa Gran
- Vall de Montesquiu
- Roc de Neret

## Activitat econòmica
Segons el ja esmentat Pascual Madoz, Orcau produïa sobretot vi, de força qualitat, però també blat i una mica d'oli. De ramats, de llana, cabres i mules, bous i ases per a les feines agrícoles, i hi ha força caça, de conills, llebres i perdius. Un molí de farina i un trull d'oli completaven les activitats econòmiques del poble, on destacava l'excés de vi produït, que s'anava a vendre fora d'Orcau.

## Festes i tradicions
Les festes locals més destacades són a l'article corresponent del poble on se celebren.
Orcau va donar un dels acordionistes més coneguts al llarg del segle xx: Antoni Cibat i Roca, Pere d'Orcau (1903-1986). La seva figura anant a peu, els primers anys, d'un poble a l'altre amb l'acordió penjat de l'espatlla amb un mocader de fer farcell era habitual quan s'acostava l'època de les festes populars.

## Serveis turístics
No hi ha cap mena d'oferta turística, ni a Orcau ni a Basturs. Tanmateix, la proximitat de Figuerola d'Orcau permet disposar d'un restaurant i un bar, en aquella vila, relativament a prop. Isona, Tremp i Vilamitjana tampoc no queden gaire lluny, i en aquells indrets sí que hi ha alguna mena de servei turístic.

## Comunicacions
El poble d'Orcau està comunicat amb la resta de la comarca per la carretera LV-5112 (Figuerola d'Orcau - Orcau), que en 4,5 quilòmetres mena al poble.
Disposa també d'algunes pistes rurals en bon estat, transitables la major part de l'any, que l'uneixen amb Basturs, i, a través del Coll d'Orcau i la vall de Montesquiu, amb Tremp i Aramunt (i, per tant, amb la Conca de Dalt) i la Pobla de Segur.
No hi ha cap mena de transport públic des d'Orcau, llevat del transport escolar organitzat pel Consell Comarcal. Sí que hi ha, però, a partir de Figuerola d'Orcau, línies regulars de transport cap a Tremp i cap a Artesa de Segre i Barcelona.